# Monestir de Sant Benet de Norcia
El Monestir de Sant Benet de Norcia està situat a la localitat italiana de Norcia, a la regió d'Úmbria. Se situa sobre les ruïnes de la casa de Benet de Núrsia i Escolàstica de Núrsia del segle v. És indret de pelegrinantge d'aproximadament 50.000 pelegrins anuals. El monestir va ser destruït per un terratrèmol el 30 d'octubre de 2016.